# Jindřich Dejmal
Jindřich Dejmal (* 4. července 1948 Strakonice) je český fotbalový trenér. Od začátku sezony 2019/20 působí jako hlavní trenér v SSK Dobrá Voda u Českých Budějovic (II. třída okresu České Budějovice).

## Hráčská kariéra
Jako hráč hájil barvy Fezka a ČZ Strakonice, Tábora a druholigového Dynama České Budějovice.

## Trenérská kariéra
Ve své kariéře trénoval 5 prvoligových týmů: Dynamo České Budějovice, FC Drnovice, Slavii, FK Jablonec a slovenský Prešov.
V trenérské dráze začínal u mládeže Dynama České Budějovice, kde v žácích vedl mj. Lercha, Povišera. Dále vedl vojáky z VTJ Č. Budějovice v krajském přeboru, poté Duklu Tábor v tehdejší I. ČNFL. V roce 1988 začínal ve Slavii u juniorky, v sezonách 1990 až 1992 byl u sešívaných asistentem hlavního kouče A týmu Vlastimila Petržely. V roce 1992 se stal trenérem prvoligových Českých Budějovic, které trénoval jedenapůl sezóny. Po něm je převzal jeho asistent Pavel Tobiáš.
V létě 1993 odešel trénovat ambiciózního ligového nováčka – Drnovice, které se staly aktérem dopingové aféry (tzv. aféra „karamelky“). V utkání Drnovice–Plzeň 3:0 odebrané vzorky prokázaly pozitivní nález u drnovických obránců Rostislava Prokopa a Milana Poštulky. Oba hráči sice vzali všechno na sebe, byli potrestáni dvouletým zákazem startu a drnovický klub vyvázl jen s pokutou padesát tisíc korun, později však vyšlo najevo, že hráči dostávali jakési karamelky od trenéra Dejmala. Před disciplinárkou sice Dejmala nikdo neobvinil, ale předseda klubu Jan Gottvald kouče takřka okamžitě v listopadu 1993 propustil.
V listopadu 1993 Dejmala angažovala Slavia, která předčasně ukončila smlouvu s trenérem Jozefem Jarabinským. S oslabeným kádrem (Kuka odešel, Berger a Šmicer zraněni, Tatarčuk a Binić zmizeli) dovedl Dejmal slávisty na druhé místo (bilance: 17 zápasů, 8-4-5, 29:15), ovšem tým se trápil markantními výkyvy výkonnosti. V červnu 1994 těsně před začátkem přípravy Dejmal ze Slavie odešel.
Poté trénoval třeboňskou Jiskru, která pod jeho vedením během dvou sezón postoupila z krajského přeboru až do ČFL.
V březnu 2000 převzal Dejmal po Zdeňku Kluckém 11 kol před koncem sezóny jablonecké fotbalisty a dokázal tým, který se většinu sezóny potácel na chvostu tabulky, zachránit v posledním kole vítězstvím nad Opavou.